# Aega gracilipes
Aega gracilipes là một loài chân đều trong họ Aegidae. Loài này được Hansen miêu tả khoa học năm 1895.